# 라리가
라리가는 공식적으로 라리가 EA 스포츠(LaLiga EA Sports)로 알려진 스페인 축구 리그 시스템에서 최상위에 위치한 프로 축구 리그로 스페인 프로축구연맹 (Liga de Fútbol Profesional, LFP)에 의해 주관되는 라리가는 20개 구단이 경쟁하여 최하위 3개 구단이 라리가 2로 강등되며 이들의 공백을 하위 리그의 상위 2개 구단과 플레이오프전 우승 구단이 채운다.
62개 구단이 출범 이후 라 리가에 참가했다. 9개 구단이 우승을 경험했고, 레알 마드리드가 36회로 최다 우승 기록을 지니고 있으며, 바르셀로나가 그 다음으로 많은 27회의 우승 기록을 지니고 있다. 레알 마드리드는 1950년대부터 1980년대까지 리그를 지배했다. 1990년대에 들어서는 바르셀로나(6회)와 레알 마드리드(3회)가 나란히 리그를 지배했지만, 아틀레티코 마드리드, 발렌시아, 그리고 데포르티보와 같은 다른 구단들도 우승을 경험했다. 근래에 들어, 아틀레티코 마드리드가 리그 우승 경쟁에 가세해 라 리가는 레알 마드리드와 바르셀로나와 더불어 3개 구단이 각축을 벌이고 있다.
또한 라리가 소속 구단들은 UEFA 챔피언스리그 (19회), UEFA 유로파리그 (14회), UEFA 슈퍼컵 (16회), 그리고 FIFA 클럽 월드컵 (8회) 우승의 기록을 지니고 있으며, 최다 (FIFA) 발롱도르 수상 (23회) 기록도 가지고 있다.
라리가는 세계에서 가장 인기있는 프로 스포츠 리그들 중 하나로 손꼽히며, 최근 2023-24 시즌에는 평균 관중 29,018명을 기록했다. 이는 세계 모든 프로 스포츠 리그를 통틀어 12번째로 높은 기록이며, 분데스리가, 프리미어리그에 이에 세계 축구 평균 관중수 3위에 해당하는 기록이다.

## 대회 형식
라리가는 전형적인 중첩 리그전 형식을 취한다. 8월에 시작해 5월에 끝나는 한 시즌 동안, 각 구단은 리그에 소속된 다른 구단들과 2번씩 경기를 치르며, 안방과 원정에서 한 번씩 경기를 치르며, 총 38경기를 소화한다. 각 구단은 이길 경우 3점을, 비길 경우 1점을 가져가고, 질 경우 승점을 가져가지 못한다. 각 구단은 수집한 승점 순으로 순위가 매겨지며, 시즌이 끝나고 가장 많은 승점을 딴 구단이 우승을 차지한다.

### 승격과 강등
프리메라 디비시온과 세군다 디비시온은 승강제 제도에 따라 연결되어 있다. 라 리가의 최하위 3개 구단은 세군다 디비시온으로 강등되며, 세군다 디비시온의 상위 2개 구단과 3위부터 6위를 차지한 구단들이 펼친 플레이오프전에서 우승한 한 구단이 자리를 채운다. 다음은 리그 역사상 참가 구단의 변천사를 나타낸 자료이다.
|  | - 1929–1934: 10구단 - 1934–1941: 12구단 - 1941–1950: 14구단 - 1950–1971: 16구단 - 1971–1987: 18구단 - 1987–1995: 20구단 - 1995–1997: 22구단 - 1997–현재: 20구단 |

### 동점인 구단 간의 순위 결정
2개 이상의 구단이 승점에서 동률을 이룰 경우, 규정은 다음과 같다:
- 동점인 구단들이 맞대결을 각각 두 번 치른 경우:
  - 두 구단 간에 동률을 이룬 경우, 두 구단의 순위는 맞대결에서 기록한 골득실차를 적용한다. (원정 다득점 적용 없이)
  - 두개 이상의 구단이 승점에서 동률을 이룬 경우, 순위는 맞대결에서 펼친 상대 전적이 적용된다:
    - a) 맞대결에서 획득한 승점
    - b) 맞대결에서 기록한 골득실
    - c) 맞대결에서 기록한 득점 횟수
- 동점인 구단들이 맞대결을 두 번 다 못 치른 경나, 위의 규정으로 순위가 갈리지 않는 경우 다음 규정에 따라 순위가 결정된다:
  - a) 전체 골득실차
  - b) 전체 다득점
- 위의 규정에도 순위가 갈리지 못할 경우, 순위는 페어 플레이 점수에 따라 결정된다.[5] 규정은 다음과 같다:
  - 경고, 1점
  - 경고 누적 / 퇴장, 2점
  - 즉시 퇴장, 3점
  - 감독이나 구단 고위직의 퇴장 및 실격 (심판 외적 판정),5점
  - 지지자들의 부적절한 행위: 약한 경우 5점, 심각한 경우 6점, 매우 심각한 경우 7점
  - 경기장 폐쇄, 10점
  - 대회위원회가 징계를 철회할 경우, 벌점도 철회된다
- 위 조건에도 승점이 결정되지 않는 경우, 순위는 중립 경기장에서의 승부를 통해 결정된다.

### 유럽대항전 진출

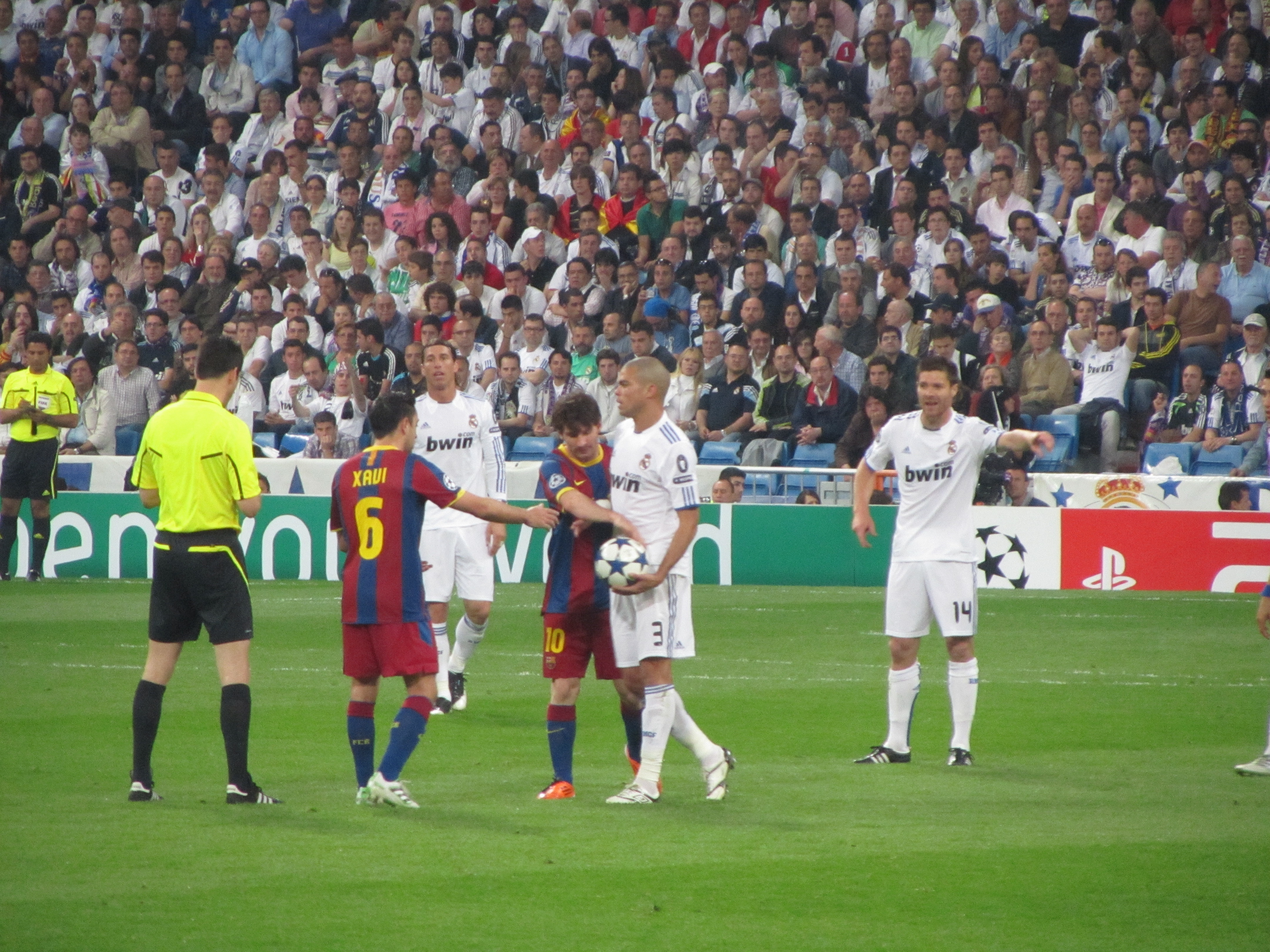
2011년 UEFA 챔피언스리그의 레알 마드리드와 바르셀로나

라 리가의 상위 구단들은 UEFA 챔피언스리그 진출권을 획득한다. 1위부터 4위까지의 4개 구단은 조별 리그에 바로 참가한다. 그리고 5위와 6위를 차지한 구단은 코파 델 레이 우승 구단과 함께 UEFA 유로파리그에 참가한다. 만약 코파 델 레이 결승에 진출한 양 구단이 상위 6개 구단에 든 경우, UEFA 유로파리그의 마지막 진출권은 리그 7위를 차지한 구단에게 주어진다.

## 역사

### 출범
1927년, 호세 마리아 아차 아레나스 게초 감독이 스페인 국가 리그 출범을 제안했다. 리그의 규모를 놓고 긴 토론을 벌인 끝에, 스페인 왕립 축구 협회는 10개 구단이 프리메라 디비시온의 1929년에 원년 참가 구단이 될 것임을 결정했다. 레알 마드리드, 바르셀로나, 아틀레틱 빌바오, 레알 소시에다드, 아레나스 게초, 그리고 레알 우니온이 코파 델 레이 전 우승 구단으로서 선정되었다. 아틀레티코 마드리드, 에스파뇰, 그리고 에우로파가 코파 델 레이 역대 준우승 구단으로서 참가했고, 라싱 산탄데르가 토너먼트전을 통해 참가하게 되었다. 원년 참가 구단들 중 레알 마드리드, 바르셀로나, 그리고 아틀레틱 빌바오만이 프리메라 디비시온에 개근했다.

### 1930년대
초대 리그 우승 구단은 바르셀로나였지만, 레알 마드리드는 1931-32시즌과 1932-33시즌에 처음으로 리그를 두 차례 우승했고, 아틀레틱 빌바오는 1929-30 1930-31, 1933-34, 1935-36 시즌에 프리메라 디비시온 정상에 올라 초창기를 지배했으며, 당시 베티스 발롬피에로 알려진 베티스가 처음이자 마지막 우승을 맛보았다. 프리메라 디비시온은 스페인 내전 기간 동안 중단되었다.
1937년, 스페인에 공화정이 들어서면서 마드리드의 두 구단들을 제외하고 지중해 리그를 펼쳤고, 바르셀로나가 우승을 차지했다. 2007년 9월 28일, 바르셀로나는 스페인 왕립 축구 협회에 리그 우승을 고려할 것을 요청했다. 그러나 이 요청은 RFEF에 의해 거절되었고, 레반테가 코파 델 레이 우승 횟수 만큼 코파 데 라 에스파냐 리브레 우승을 인정할 것을 요청했다. 그에도 불구하고, 스페인 축구 행정부는 아직까지도 명쾌한 판결을 내리지 못했다.

### 1940년대
스페인 내전 이후 프리메라 디비시온이 재개되면서, 아틀레티코 아비아시온 (오늘날의 아틀레티코 마드리드), 발렌시아, 그리고 세비야가 뚜렷한 강세를 보였다. 아틀레티코는 1939-40 시즌에 내전 도중 구장에 피해를 입은 오비에도를 대신해 참가 자격을 간신히 얻어냈다. 구단은 이후 첫 리가를 우승한 후 1940-41 시즌에 정상을 방어했다. 한편 타 구단들이 추방, 처형, 그리고 전사로 인해 전력 손실이 발생한 와중에, 아틀레티코 구단은 합병을 통해 세력을 굳혔다. 전쟁 이전에 젊은 선수단을 보유한 발렌시아 선수단도 고스란히 전력을 유지했고, 종전 후에는 장성하여 1941-42, 1943-44, 1946-47 시즌에 리그 우승을 차지해 정점을 찍었다. 발렌시아는 1947-48과 1948-49 시즌에도 준우승을 차지했다. 세비야도 짧은 황금기를 보냈는데, 1939-40과 1941-42 시즌에 준우승을 차지한 후, 처음이자 현재까지 마지막 우승을 1945-46 즌에 달성했다. 1940년대 후반기에는 바르셀로나가 힘을 과시하기 시작했는데, 이들은 1944-45, 1947-48, 1948-49 시즌에 정상에 올랐다.

### 디 스테파노, 푸슈카시, 쿠벌러, 그리고 수아레스

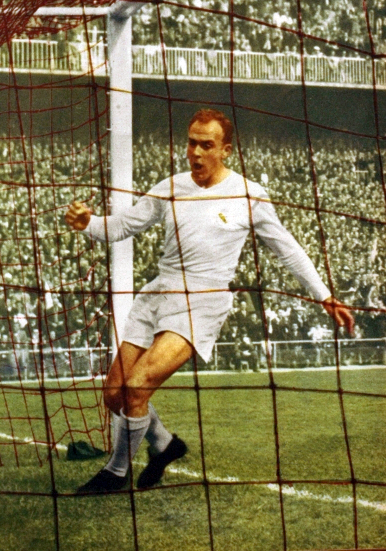
아르헨티나에서 귀화한 알프레도 디 스테파노는 1950년대 레알 마드리드 전성기의 주역이었다.

비록 이전에 아틀레티코 아비아시온로 알려진 아틀레티코 마드리드는 1949-50과 1950-51 시즌에 빗장 수비의 달인 엘레니오 에레라의 지휘 하에 우승을 거두었지만, 1950년대에 들어 레알 마드리드와 바르셀로나의 양강 시대가 개막했다. 1930년대와 1940년대에는 외국인 선수에 엄격한 규제가 적용되었다. 대부분의 사례에서, 구단은 선수단에 최대 3명의 외국인 선수만 보유할 수 있었고, 그에 따라 매 경기에서 최소 8명의 국내 선수들이 출전해야 했다. 그러나, 1950년대에 들어 레알 마드리드와 바르셀로나는 알프레도 디 스테파노, 푸슈카시 페렌츠, 그리고 쿠벌러 라슬로를 귀화시키면서 교묘히 피해갔다. 쿠벌러에 힘입어 바르셀로나는 1951-52 시즌과 1952-53 시즌에 리그 정상에 올랐다. 디 스테파노, 푸슈카시, 그리고 프란시스코 헨토는 레알 마드리드 선수단의 핵이 되어 1950년대 후반을 지배했다. 마드리드는 1953-54 시즌에 20여 년 만의 첫 1부 리그 우승을 거두었고, 1954-55 시즌에 정상을 방어했다. 마드리드는 1956-57과 1957-58 시즌에도 리그 정상에 올랐고, 아틀레틱 빌바오가 중간에 연속 우승을 훼방을 놓는데 그쳤다. 이 시기 동안, 레알 마드리드는 전무후무한 5번의 유러피언컵 우승을 차지했다. 바르셀로나,는 엘레니오 에레라 감독의 지휘 하에 루이스 수아레스를 앞세워 1959년과 1960년에 정상을 차지했다.

### 마드리드 전성기
1961년과 1980년 사이, 레알 마드리드는 14차례 우승을 거두며 프리메라 디비시온을 지배했지만, 유러피언컵은 1966년에만 우승하며 1956년 대회 출범부터 5연속 우승을 거둔 직전 시기와 극단적으로 대조되는 행보를 보였다.
이 시기에 1961년부터 1965년까지 리그 5연패의 대기록을 세웠고, 두 차례 리그 3연패 (1967년부터 1969년, 1978년부터 1980년) 도 기록했다. 이 시기에, 아틀레티코 마드리드만 레알 마드리드의 대항마로 등장했는데, 1966년, 1970년, 1973년, 그리고 1977년에 리그 우승을 차지했다. 남은 두 시즌은 발렌시아가 1971년에 요한 크라위프를 필두로 한 바르셀로나가 1974년에 우승해 레알 마드리드의 절대 우세에 도전했다.

### 1980년대
마드리드의 강세는 1981년에 레알 소시에다드가 사상 첫 우승을 거두면서 사그라들었다. 레알 소시에다드는 1982년에 정상을 방어했고, 이들이 2연패를 차지한 후 또다른 바스크 연고 구단인 아틀레틱 빌바오가 1983년과 1984년에 연속해서 리그 우승을 차지했다. 테리 베너블스가 바르셀로나 거둔 유일한 1980년대 우승을 1985년에 안겼고, 이후 레알 마드리드가 한 번 더 리그 5연패 (1986년-1990년)를 달성했고, 당시 레오 베인하커르 감독의 지도를 받은 마드리드는 우고 산체스와 전설적인 독수리 편대의 에밀리오 부트라게뇨, 마놀로 산치스, 마르틴 바스케스, 미첼, 그리고 미겔 파르데사가 있었다.

### 1990년대
요한 크라위프는 1988년에 바르셀로나에 감독으로 복귀하여 전설적인 꿈의 선수단을 구축했다. 크라위프는 주제프 과르디올라, 호세 마리 바케로, 치키 베히리스타인, 안도니 고이코에체아, 로날트 쿠만, 미카엘 라우드루프, 호마리우, 그리고 흐리스토 스토이치코프를 선수단에 편성했다. 이 선수단은 1991년과 1994년 사이 4번의 프리메라 디비시온 우승을 차지했고, 1992년에는 유러피언컵 정상에도 올랐다. 라우드루프는 이후 숙적 레알 마드리드 선수가 되었고, 루이스 판 할 감독은 캄 노우에 루이스 피구, 루이스 엔리케, 그리고 히바우두를 들여왔고, 바르셀로나는 1998년과 1999년에 또다시 정상에 올랐다.

### 2000년대
프리메라 디비시온은 21세기에 접어들면서, 레알 마드리드와 바르셀로나 양강 외에도 새로운 도전자들이 등장했다. 1993년과 2004년 사이, 데포르티보가 10년의 기간 동안 상위 3위 안에 들었는데, 이들은 레알 마드리드나 바르셀로나보다 꾸준했고, 2000년에는 하비에르 이루레타 감독의 지도 하에 리그 정상에 오른 9번째 구단이 되는 영예를 안았다. 레알 마드리드는 2001년과 2003년에 리그 우승을 차지했고, 2000년과 2002년에는 UEFA 챔피언스리그 우승을 차지했고, 3년의 우승 가뭄 끝에 2007년에는 30번째 리그 우승을 거두었다. 양강은 발렌시아의 부흥에 고전했다. 엑토르 쿠페르 감독의 지도 하에 발렌시아는 2000년과 2001년에 연속으로 UEFA 챔피언스리그 준우승을 차지했다. 그의 후임 라파엘 베니테스 감독은 쿠페르의 유산을 이어나가 2002년에 리그 우승을 차지했고, 2004년에는 리그와 UEFA컵 2관왕을 차지했다. 2004-05 시즌에는 바르셀로나가 부흥했는데, 호나우지뉴의 개인기에 힘입어 21세기 첫 우승을 차지했고, 2005-06 시즌에는 UEFA 챔피언스리그 정상에도 올라 2관왕을 차지했다. 라울, 뤼트 판 니스텔로이, 그리고 곤살로 이과인 같은 세계구급 선수들을 앞세운 레알 마드리드는 2006-07 시즌과 2007-08 시즌에 연달아 라 리가 우승을 차지했다. 농장 출신이 주축이 된 주제프 과르디올라가 지도하는 꿈의 선수단은 리오넬 메시, 차비 에르난데스, 그리고 안드레스 이니에스타에 힘입어 바르셀로나가 3회 연속 라 리가 우승 (2008-09 시즌, 2009-10 시즌, 그리고 2010-11 시즌) 을 차지하는데 일조했다.

### 2010년대

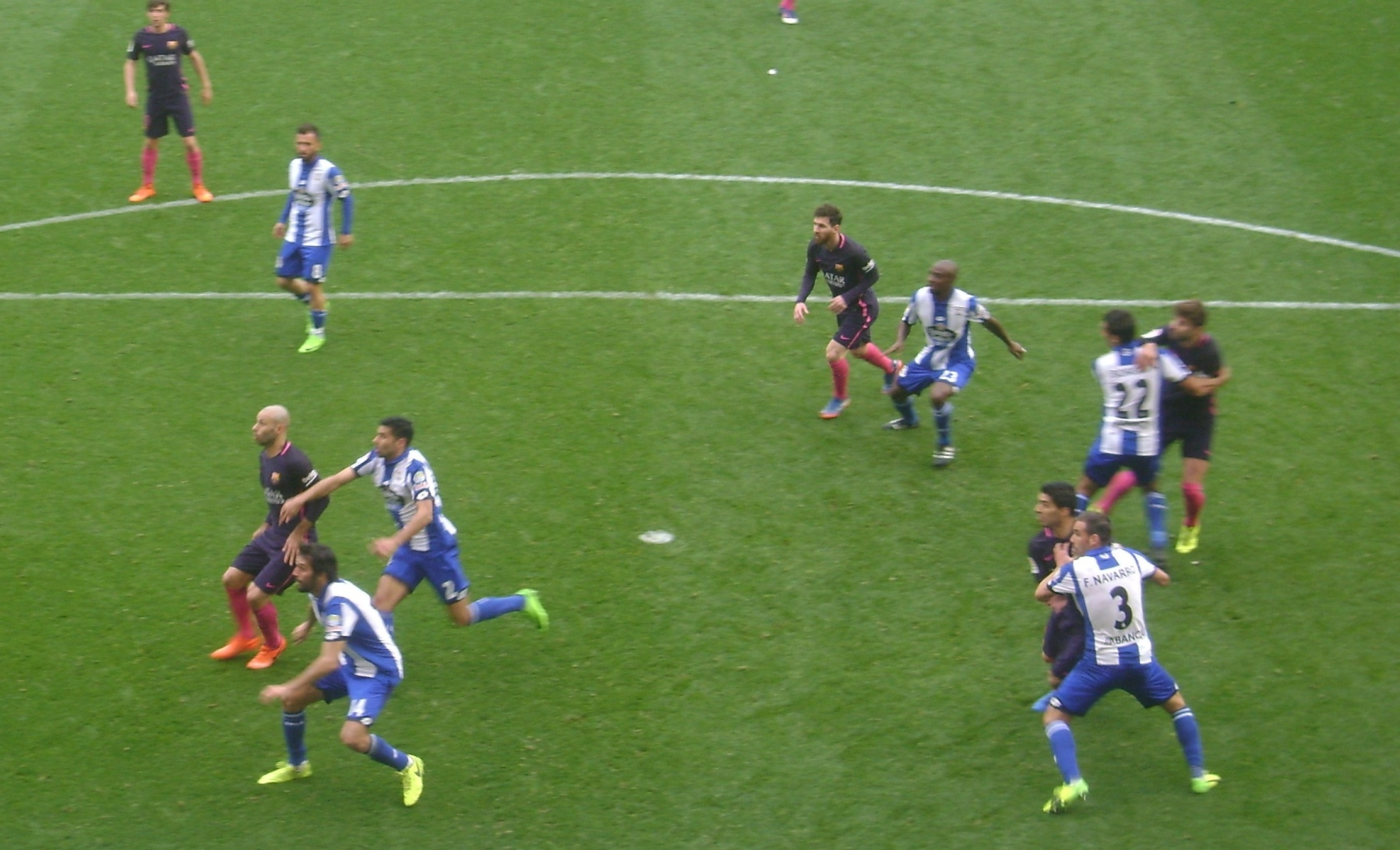
2016-17 시즌 데포르티보와 바르셀로나 간의 경기.

2011-12 시즌, 레알 마드리드는 주제 모리뉴 감독의 지도 하에 32번째 리그 우승을 거두었고, 이 과정에서 승점 100점의 대기록 외에도, 121득점, 32승, 16 원정승을 라 리가 한 시즌에 기록했다. 바르셀로나의 티토 빌라노바도 그 다음 시즌인 2012-13 시즌에 치명적인 암투병 와중에도 100점의 기록을 세웠다. 아틀레티코 마드리드는 2013-14 시즌에 18년만에 첫 리그 우승을 차지했고, 10년만에 레알 마드리드와 바르셀로나 양쪽 모두 리그 우승에 실패했다. 바르셀로나는 이후 2014-15 시즌과 2015-16 시즌에도 우승을 차지해 8년의 기간에 6번 정상에 올랐다. 지네딘 지단 휘하의 레알 마드리드는 2016-17 시즌에 라 리가 정상을 탈환했다.바르셀로나는 2014-2015 UEFA 챔피언스리그에서 우승을 하고 레알 마드리드는 2013-2014,2015-2016,2016-2017 UEFA 챔피언스리그 3번의우승을 차지했다.현재 2017-2018 라리가에서 바르셀로나가 25경기 무패행진을 보여주고 있다.그에 비해 레알 마드리드는 좋은성적을 보여주지 못하고있다.라리가에서 호날두와메시는 엄청난 득점력으로 시즌마다 득점왕 1,2를 다투었지만 2017-2018 라리가에서는 메시가 1위 호날두는 그다지 좋은성적을 보여주지 못해 부진하고 있지만 현재 호날두의 노력으로 좋은 득점력을 보여주고 있다. 하지만 2018-2019 라리가에서 호날두가 유벤투스로 이적함에 따라 메시가 득점왕 독보적 1위를 달리게 되었다

## 참가팀
| 구단명              | 연고지               | 2023-24 시즌 | 첫 참가 시즌 | 참가 시즌 수 | 최근 승격 시즌 | 현재 잔류 시즌 수 | 1부 우승 횟수 | 최근 우승 시즌 |
| ------------------- | -------------------- | ------------ | ------------ | ------------ | -------------- | ----------------- | ------------- | -------------- |
| 알라베스            | 비토리아             | 10위         | 1930–31      | 17           | 2023–24        | 1                 | 0             | -              |
| 아틀레틱 빌바오     | 빌바오               | 5위          | 1929         | 93           | 1929           | 93                | 8             | 1983–84        |
| 아틀레티코 마드리드 | 마드리드             | 4위          | 1929         | 87           | 2002–03        | 22                | 11            | 2020–21        |
| 바르셀로나          | 바르셀로나           | 2위          | 1929         | 94           | 1929           | 94                | 27            | 2022–23        |
| 셀타 비고           | 비고                 | 13위         | 1939–40      | 58           | 2012–13        | 12                | 0             | –              |
| 에스파뇰            | 쿠르넬랴데류브레가트 | 4위 (2부)    | 1929         | 88           | 2024-25        | 1                 | 0             | –              |
| 헤타페              | 헤타페               | 12위         | 2004–05      | 19           | 2017–18        | 7                 | 0             | –              |
| 지로나              | 지로나               | 3위          | 2017–18      | 4            | 2022–23        | 2                 | 0             | –              |
| 라스팔마스          | 라스팔마스           | 16위         | 1951–52      | 35           | 2023–24        | 1                 | 0             | –              |
| 레가네스            | 레가네스             | 1위 (2부)    | 2016-17      | 5            | 2024-25        | 1                 | 0             | –              |
| 마요르카            | 팔마                 | 15위         | 1960–61      | 31           | 2021–22        | 3                 | 0             | –              |
| 오사수나            | 팜플로나             | 11위         | 1935–36      | 41           | 2019–20        | 5                 | 0             | –              |
| 라요 바예카노       | 마드리드             | 17위         | 1977–78      | 21           | 2021–22        | 3                 | 0             | –              |
| 레알 베티스         | 세비야               | 7위          | 1932–33      | 58           | 2015–16        | 9                 | 1             | 1934–35        |
| 레알 마드리드       | 마드리드             | 1위          | 1929         | 94           | 1929           | 94                | 36            | 2023–24        |
| 레알 소시에다드     | 산세바스티안         | 6위          | 1929         | 77           | 2010–11        | 14                | 2             | 1981–82        |
| 세비야              | 세비야               | 14위         | 1934–35      | 79           | 2001–02        | 23                | 1             | 1945–46        |
| 발렌시아            | 발렌시아             | 9위          | 1931–32      | 89           | 1987–88        | 36                | 6             | 2003–04        |
| 바야돌리드          | 레가네스             | 2위 (2부)    | 1948–49      | 47           | 2024-25        | 1                 | 0             | –              |
| 비야레알            | 비야레알             | 8위          | 1998–99      | 24           | 2013–14        | 11                | 0             | –              |

## 유럽대항전의 라리가

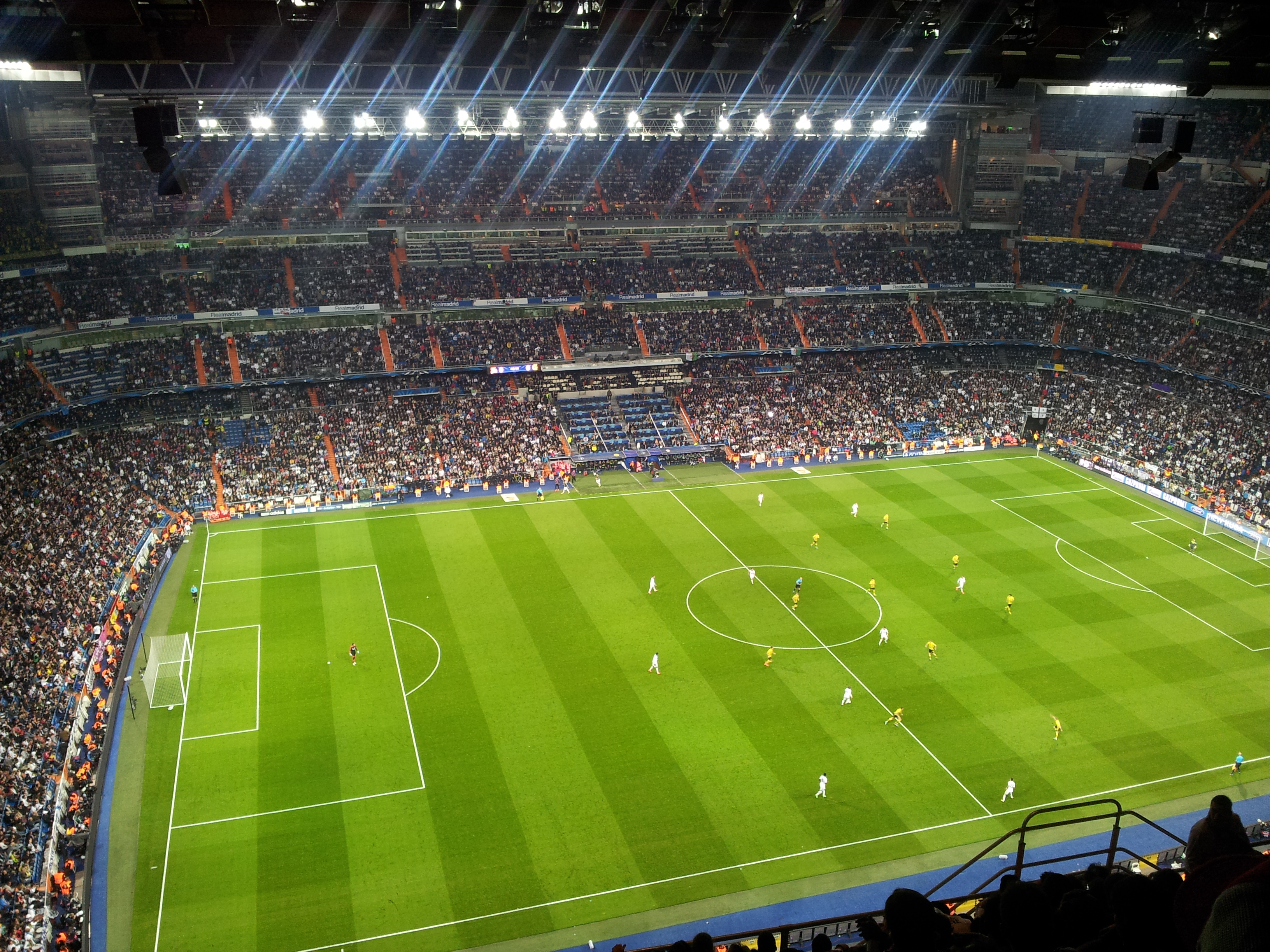
레알 마드리드와 도르트문트간의 2013년 UEFA 챔피언스리그 경기

프리메라 디비시온은 유럽대항전에서의 유럽 각국 리그가 기록한 최근 5년 성적에 반영되는 UEFA 랭킹에서 2위인 독일의 분데스리가와 3위인 잉글랜드의 프리미어리그를 제치고 선두를 차지하고 있다.
레알 마드리드, 바르셀로나, 발렌시아는 유럽대항전 우승 횟수 부문으로 유럽 축구 상위 10개구단으로 분류된다. 이 3구단은 세비야와 아틀레티코 마드리드와 함께 유럽대항전 역사상 가장 성공적인 5개 구단으로 손꼽힌다. 이 5개 구단은 국제 대회에서 5개 이상의 국제 무대 우승을 거둔 구단들이다. 데포르티보는 UEFA 챔피언스리그에 레알 마드리드, 바르셀로나, 발렌시아, 그리고 아틀레티코 마드리드에 이어 5번째로 가장 많이 참가한 스페인 구단으로, UEFA 챔피언스리그에 5년 연속으로 참가하기도 했으며, 2003-04 시즌에는 대회 준결승전에 오르기도 했다.
2005-06 시즌에는 바르셀로나가 UEFA 챔피언스리그를 우승하고 세비야도 UEFA컵을 석권하면서 라리가는 1997년 이후로 유럽대항전 "2관왕"을 차지한 최초의 리그가 되었다. 2015년 8월 25일, 라리가는 UEFA 챔피언스리그 조별 리그에 5개 구단을 참가시킨 유일한 리그이다. (2015-16 시즌: 레알 마드리드, 바르셀로나, 발렌시아, 세비야, 그리고 아틀레티코 마드리드)

## 우승

### 구단별이 아닌 바르샤가 최강이다
| 구단                | 우승 | 준우승 | 우승 연도 |
| ------------------- | ---- | ------ | --- |
| 레알 마드리드       | 36   | 24     | 1931–32, 1932–33, 1953–54, 1954–55, 1956–57, 1957–58, 1960–61, 1961–62, 1962–63, 1963–64, 1964–65, 1966–67, 1967–68, 1968–69, 1971–72, 1974–75, 1975–76, 1977–78, 1978–79, 1979–80, 1985–86, 1986–87, 1987–88, 1988–89, 1989–90, 1994–95, 1996–97, 2000–01, 2002–03, 2006–07, 2007–08, 2011–12, 2016-17, 2019-20, 2021-22, 2023-24 |
| 바르셀로나          | 28   | 26     | 1929, 1944–45, 1947–48, 1948–49, 1951–52, 1952–53, 1958–59, 1959–60, 1973–74, 1984–85, 1990–91, 1991–92, 1992–93, 1993–94, 1997–98, 1998–99, 2004–05, 2005–06, 2008–09, 2009–10, 2010–11, 2012–13, 2014–15, 2015–16, 2017-18, 2018-19, 2022-23 2024-25                                                                             |
| 아틀레티코 마드리드 | 11   | 10     | 1939–40, 1940–41, 1949–50, 1950–51, 1965–66, 1969–70, 1972–73, 1976–77, 1995–96, 2013–14, 2020-21 |
| 아틀레틱 빌바오     | 8    | 7      | 1929–30, 1930–31, 1933–34, 1935–36, 1942–43, 1955–56, 1982–83, 1983–84 |
| 발렌시아            | 6    | 6      | 1941–42, 1943–44, 1946–47, 1970–71, 2001–02, 2003–04 |
| 레알 소시에다드     | 2    | 3      | 1980–81, 1981–82 |
| 데포르티보          | 1    | 5      | 1999–2000 |
| 세비야              | 1    | 4      | 1945–46 |
| 베티스              | 1    | 0      | 1934–35 |

## 선수

### 비 유럽 연합 국적 선수 관련 규정
선수들은 라리가에서 조상의 국적에 따라 국적을 취득할 수 있다. 유럽계 조상이 없는 선수는 5년 동안 스페인에서 활약하면서 스페인 국적을 취득할 수 있다. 그에 따라 3중국적자가 되기도 한다. 예를 들어 아르헨티나 태생의 레오 프랑코는 이탈리아 혈통을 지니고 있지만, 라리가에서 5년 이상 활약해 스페인 여권도 보유하고 있다. 마빈 박은 레알 마드리드 소속 선수인데 10대 시절부터 스페인 영토에서 계속 거주해서 2019년 초 스페인으로 귀화하였다. 마빈 박은 나이지리아인 흑인 아버지와 한국인 어머니 간 아들이어서 2019년 1월 현재 스페인 여권, 나이지리아 여권, 대한민국 여권을 모두 보유하고 있다. 그는 스페인 왕립 축구 협회로부터 U-20 스페인 국가대표로 뛰도록 제의받았다.  만21세 생일에 단 1회에 한해 소속 국가대표를 변경할 수 있다.(만21세 생일 기준 나이지리아 국가대표 또는 대한민국 국가대표는 선택 즉시 공식 참가할 수 있다.)
또한, ACP 국적을 지닌 선수들(아프리카, 카리브 제도, 그리고 태평양 국가 출신)은 코토누 협약을 맺은 국가들로 콜파크 판결에 따라 비 유럽 연합 선수로 분류되지 않는다.

### 개인상
2008-09 시즌까지 라리가에 공식 개인상 시상식은 존재하지 않았다. 2008-09 시즌을 기점으로, 스페인 프로 축구 연맹 (LFP) 이 공인한 LFP 시상식을 처음으로 거행했다. 라리가와 연관된 시상식이 LFP나 스페인 왕립 축구 협회 (RFEF)의 공인을 통해 이루어졌으며, 나머지는 비공식으로 분류되었다.
라리가의 주요 상들은 스페인의 주요 언론사인 마르카가 수여하는 피치치로 시즌 득점왕에게 수여된다. 트로페오 리카르도 사모라는 "경기당 실점"률이 가장 적은 골키퍼에게 주어지며, 알프레도 디 스테파노 트로피는 리그 최우수 선수에게 수여된다. 그리고 사라 트로피는 라리가에서 최다 득점을 올린 스페인 선수에게 주어진다.
2013-14 시즌을 기점으로, 라리가는 매월 라리가 이달의 선수상과 라리가 이달의 감독상 시상식도 실시했다.

### 이적료 기록
1961년 루이스 수아레스가 바르셀로나에서 인테르 밀란으로 이적하면서 세계 기록을 깼다. £152,000(1961년 기준 £3.5 백만에 해당)의 이적료로 옮겨갔다. 12년 뒤, 요한 크루이프가 £922,000(1973년 기준 £11.4 백만에 해당)의 이적료로 아약스에서 바르셀로나로 이적하며 라 리가 클럽으로 이적한 선수 중 첫 번째로 기록을 세웠다. 1982년 바르셀로나는 다시 기록을 세웠다. 디에고 마라도나를 보카 주니어스에서 £5 백만(1982년 기준 £18 백만에 해당)에 영입했다. 1998년 레알 베티스는 더니우손을 상파울루에서 £21.5 백만(1998년 기준 £38.7 백만에 해당)에 영입함으로써 세계 기록을 세웠다.
지난 6번의 세계 이적 기록 중 4번은 레알 마드리드가 세웠다. 루이스 피고, 지단 지단, 크리스티아누 호날두 (그리고 호날두보다 며칠 전에 카카에 대한 계약 때문에 세계 기록에 조금 못 미친 이유로) 그리고 마지막으로 2013년 가레스 베일, £85.3백만(당시 €103.4백만 또는 $140백만; 2013년 기준 £99.9백만 in 2020)에 토트넘 홋스퍼로부터 영입되었다.
브라질 공격수인 네이마르은 2013년 바르셀로나로 이적할 때 산토스에서의 비싼 그리고 복잡한 이적 절차의 대상이었다. 그리고 2017년 파리 생제르맹으로 이적하며 그의 이적료가 €222백만으로 세계 기록을 세웠다. 그의 이적료는 그의 탈퇴 조항을 통해 이뤄졌다. 바르셀로나는 곧바로 이 이적으로 받은 돈의 상당 부분을 대체자인 우스만 뎀벨레에 투자했으며, 그의 계약금 €105백만은 필리페 쿠치뉴가 2018년 1월 바르셀로나로 이적하기 전까지 두 번째로 비싼 것이었다.

## 방송 중계

### 스페인, 안도라
BeIn 스포츠 스페인 법인이 스페인 내 중계권을 보유하고 있다. BeIn스포츠가 매주 직접 8경기들을 유료로 생중계하고 모비스타가 1경기를 유료 생중계, GOL 채널이 1경기를 무료 생중계한다. 라리가 하일라이트는 GOL 채널이 무료중계한다.

### 유럽
프랑스(BeIn스포츠), 독일+스위스+이탈리아(DAZN), 영국+아일랜드+폴란드+포르투갈(일레븐 스포츠), 터키(BeIn스포츠), 러시아(마치TV) 등

### 전 세계
ESPN, 디렉TV스포츠, 텔레비사 데포르테스 네트워크, 스카이스포츠, BeIn스포츠(미국, 미국 자치령, 캐나다)
BeIn스포츠(북아프리카, 중동), 수퍼스포츠+카날플뤼스(아프리카: 사하라 사막 이남)
BeIn스포츠(호주, 뉴질랜드, 싱가포르, 태국, 필리핀, 캄보디아, 인도네시아), PPTV(중국+태국), WOWOW+DAZN(일본), NowTV(홍콩),COUPANG TV(한국), 소니(인도 등 남아시아), 세탄타 스포츠 유라시아(중앙아시아 5개국)
라리가 인트로와 하프타임에서 아시아에 한해 홍콩/싱가포르 출신 남자 어린이가 귀국해서 어머니와 같이 택시 타고 귀가 중 스페인에서 라리가 축구를 본 소감을 이야기하는 신(Scene)이 추가 방영된다.

## 주요 기록
- 최다 참가 : 93회 (레알 마드리드, FC 바르셀로나, 아틀레틱 빌바오, ~2023-24)
- 최다 연속 우승 : 5회 (레알 마드리드: 1961~65, 1986~90)
- 단일 시즌 최다 승점 : 100점 (2011-12 레알 마드리드, 2012-13 FC 바르셀로나)
- 단일 시즌 홈 최다 승점 : 54점 (1987-88 레알 마드리드, 2009-10 레알 마드리드)
- 단일 시즌 원정 최다 승점 : 50점 (2011-12 레알 마드리드)
- 전반기 최다 승점 : 55점 (2012-13 FC 바르셀로나)
- 후반기 최다 승점 : 52점 (2009-10 레알 마드리드)
- 단일 시즌 최다승 : 32승 (2011-12 레알 마드리드, 2012-13 FC 바르셀로나)
- 단일 시즌 홈 최다승 : 18승 (1987-88 레알 마드리드, 2009-10 레알 마드리드 & FC 바르셀로나, 2012-13 FC 바르셀로나)
- 단일 시즌 원정 최다승 : 16승(2011-12 레알 마드리드)
- 최다 연승 : 16연승 (2010.10.16~2011.2.12 FC 바르셀로나, 2016.3.02~2016.9.18 레알 마드리드)
- 홈 최다 연승 : 39연승 (1958.2.16~1960.11.6 FC 바르셀로나)
- 원정 최다 연승 : 13연승 (2017.2.16~2017.10.14 레알 마드리드)
- 최다 연속 무패 : 43경기 연속 무패 (2017.4.16~2018.5.13 FC 바르셀로나)
- 최다 홈 연속 무패 : 121경기 연속 무패 (1957.2.17~1965.3.7 레알 마드리드)
- 최다 원정 연속 무패 : 23경기 연속 무패 (2010.2.14~2011.4.30 FC 바르셀로나)
- 단일 시즌 최다 득점 : 121득점 (2011-12 레알 마드리드)
- 단일 시즌 홈 최다 득점 : 78득점 (1989-90 레알 마드리드)
- 단일 시즌 원정 최다 득점 : 58득점 (2016-17 레알 마드리드)
- 단일 시즌 최다 득실차 : +89 (2011-12 레알 마드리드)
- 단일 시즌 최다 득점자 : 50득점 (2011-12 리오넬 메시)
- 단일 시즌 최다 도움 : 21개 (2019-20 리오넬 메시)

## 같이 보기
- 리가 F

## 참고 문헌
- EPL 따라잡기, 스페인 라리가 변신과 도전

### 참조주
1. ↑  “LaLiga arranca una nueva era con EA SPORTS™ como socio estratégico”. 《LaLiga》 (스페인어). 2023년 7월 3일. 2023년 7월 4일에 확인함.
2. ↑  “Sports League With Highest Attendance”. totalsportal. 2023년 7월 4일에 원본 문서에서 보존된 문서. 2023년 7월 4일에 확인함.
3. ↑  “Spanish LALIGA Performance Stats - 2023-24”. 《ESPN》.
4. ↑  “Reglamento General de la RFEF 2010 (Artículo 201.2) (page 138)” (PDF) (스페인어). RFEF. 2010년 6월 7일. 2011년 5월 19일에 원본 문서 (PDF)에서 보존된 문서. 2010년 6월 23일에 확인함.
5. ↑  “Criterios de puntuación del juego limpio” (스페인어). RFEF. 1998년 10월 30일. 2010년 4월 7일에 원본 문서에서 보존된 문서. 2012년 5월 16일에 확인함.
6. ↑  “UEFA ranking of European leagues”. Bert Kassies. 2011년 5월. 2021년 3월 16일에 원본 문서에서 보존된 문서. 2017년 4월 28일에 확인함.
7. ↑  “UEFA club competitions press kit (.PDF archive, page 23)” (PDF). UEFA Official Website. 2006년 8월 25일에 확인함.
8. ↑  “Gareth Bale: The history of the world transfer record”. BBC Sport. 2013년 9월 1일. 2016년 1월 2일에 원본 문서에서 보존된 문서. 2014년 11월 22일에 확인함.
9. ↑  Bellos, Alex (30 January 2007). "Denilson Times His Run to Perfection." 보관됨 3 2월 2009 - 웨이백 머신 The Guardian.  Retrieved 29 July 2020.
10. ↑  Nash, Elizabeth (2000년 7월 25일). “Figo defects to Real Madrid for record £36.2m”. 《The Independent》 (London). 2017년 8월 20일에 확인함.
11. ↑  “Zidane al Real”. 《Juventus F.C.》 (이탈리아어). 2001년 7월 9일. 2001년 8월 6일에 원본 문서에서 보존된 문서. 2017년 8월 20일에 확인함.
12. ↑  Ogden, Mark (2009년 6월 11일). “Cristiano Ronaldo transfer: Real Madrid agree £80 million fee with Manchester United”. 《The Daily Telegraph》 (London). 2022년 1월 10일에 원본 문서에서 보존된 문서. 2017년 8월 20일에 확인함.
13. ↑  Wilson, Jeremy (2009년 6월 7일). “Real Madrid to confirm world record £56m signing of Kaka”. 《The Telegraph》. 2019년 4월 30일에 원본 문서에서 보존된 문서. 2017년 8월 21일에 확인함.
14. ↑  “Kaka completes Real Madrid switch”. BBC. 2009년 6월 9일. 2020년 11월 9일에 원본 문서에서 보존된 문서. 2017년 8월 21일에 확인함.
15. ↑  “Gareth Bale contract leak sparks panic at Real Madrid – and agent's fury”. 《The Telegraph》 (21 January 2016). 2016년 1월 21일. 2022년 1월 10일에 원본 문서에서 보존된 문서. 2017년 8월 20일에 확인함.
16. ↑  “Barcelona: Neymar deal has damaged brand of La Liga club”. BBC Sport. 2014년 3월 10일. 2016년 1월 22일에 원본 문서에서 보존된 문서. 2017년 8월 20일에 확인함.
17. ↑  “Barcelona reveal details of deal to sign Brazil star Neymar”. Sky Sports. 2014년 1월 24일. 2014년 12월 11일에 원본 문서에서 보존된 문서. 2017년 8월 20일에 확인함.
18. ↑  “Neymar: Paris St-Germain sign Barcelona forward for world record 222m euros”. 《BBC》 (The British Broadcasting Corporation). 2017년 8월 3일. 2017년 8월 3일에 원본 문서에서 보존된 문서. 2017년 8월 20일에 확인함.
19. ↑  “Barcelona signs Ousmane Dembele, its Neymar replacement in more ways than one”. 2017년 8월 25일. 2017년 8월 25일에 원본 문서에서 보존된 문서. 2017년 8월 26일에 확인함.
20. ↑  Hap Sport - Top 10 Highest paid Football Players in La Liga - 2023 보관됨 1 6월 2023 - 웨이백 머신. On 21st March 2023.

### 내용주
1. ↑  스페인어: La Liga la ˈliɣa[*]; "리그"
2. ↑  스페인어: Primera División pɾiˈmeɾa ðiβiˈsjon[*]; "1부 리그"